# Kotonový stávek
Kotonový stávek (angl.: straight bar frame, něm.: Kulierwirkmaschine), česky častěji: koton, je stroj k výrobě zátažných pletenin. Označení stávek se používá pro pletací zařízení, na kterých jsou pletací jehly pevně zachyceny na liště, se kterou se mohou pohybovat jen všechny společně (na rozdíl od pletacích strojů, kde jsou jehly individuálně pohyblivé). Přívlastek kotonový pochází od Williama Cottona, který začátkem 60. let 19. století svou konstrukcí zdokonalil původní vynález jeho krajana Pageta.

## Funkce stroje
Konstrukce stroje se zakládá ve všech hlavních prvcích na vynálezu mechanického pletení, které si Angličan Lee nechal patentovat v roce 1589.
Hlavní funkční nástroje potřebné ke zhotovení jednolícní vazby jsou: Vodič příze, háčkové jehly v jehlovém lůžku, zatahovací platiny, odrážecí platiny a krycí hřeben.
Vodič pokládá pletací nit pod špičky jehel a řádek pleteniny se pak tvoří obvykle v následujících fázích: kladení – zatahování – lisování – nanášení – odhoz (schematický nákres vpravo dole naznačuje nit zataženou mezi pletacími jehlami).

## Vybavení stroje
Na kotonech se původně vyráběly téměř všechny dámské punčochy (také v Československu). Punčochy, zejména bezešvé, se však zhruba od poloviny 20. století dají vyrábět mnohem produktivněji na okrouhlých pletacích strojích, kotonové stávky se proto zaměřují téměř výhradně na vzorované pleteniny pro svrchní oděvy.
Stroje se opatřují cca 1-10 jehlami/cm a dá se na nich zhotovit až 100 řádků pleteniny za minutu (až 10 000 svetrů za měsíc). Staví se s jedním nebo dvěma jehelními lůžky a s 2 až 16 vývody (fonturami). Pracovní šířka fontury může být až 90 cm, ke standardnímu vybavení patří ujímací a rozšiřovací hřebeny, které umožňují zhotovení hotově tvarovaných dílů oděvních pletenin (fully fashioned). Jednotlivé pohyby pracovních orgánů a jejich koordinace je řízena mikroprocesory.

### Vzorování vazbou
Petinetové vzorování se provádí s pomocí tzv. krycích hřebenů řízených např. otočným bubínkem nebo válcem s hroty
Chytové vzory se zhotovují nejčastěji žakárovým ústrojím

### Barevné vzory
se dají zhotovit s nejméně dvěma vodiči příze (s různými barvami příze nebo druhy materiálu).
Kryté vzory mají na lícní straně jiný barevný odstín než na rubu. Ke zhotovení je nutné zvláštní ovládání vodičů příze.
Intarziové vzorování vzniká kladením barevných přízí je ohraničených speciálním patentem na vodičích.

## Kotony v 21. století
Podle názoru některých odborníků z konce 20. století bude v příštích letech použití plochého pletacího stroje výhodnější než výroba na kotonu a proto se kotony přestanou dále vyvíjet. Poslední známý dodavatel kotonů ohlásil v roce 1995 konkurz.

## Galerie kotonů

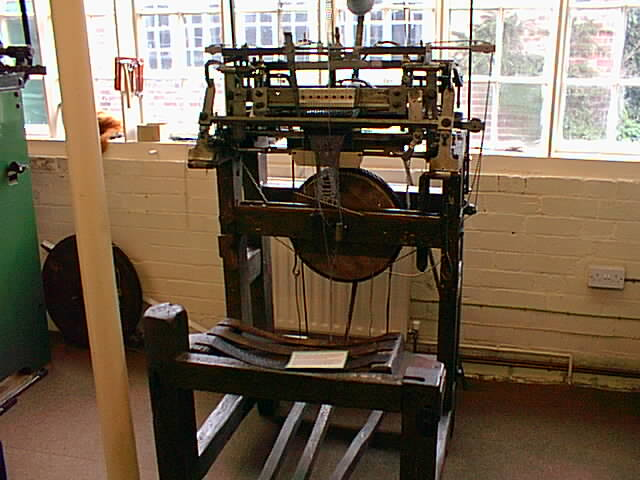
Pletací mechanizmus z roku 1589
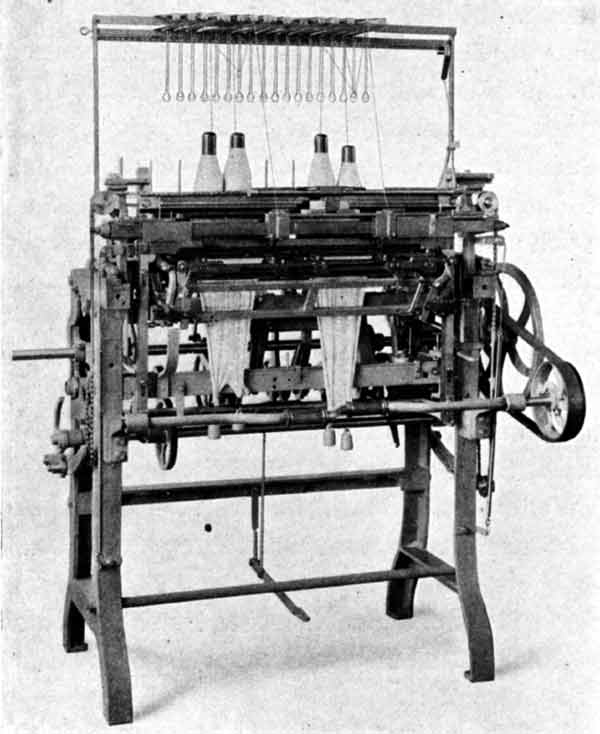
Pagetův pletací stávek
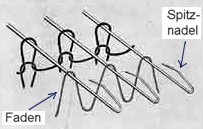
Schéma: Zatahování na kotonovém stávku
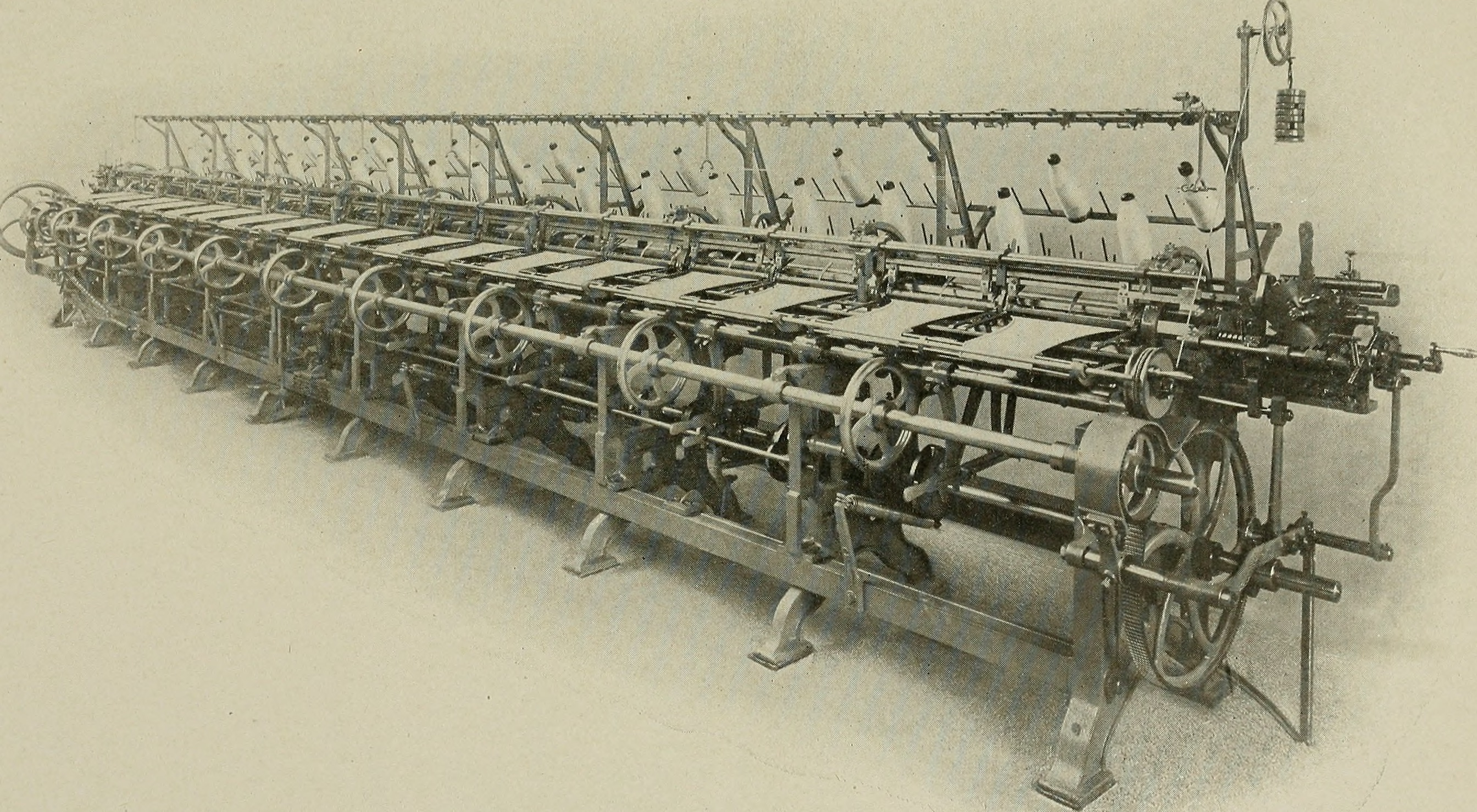
Výroba punčoch na kotonu (USA 1911)
Koton z roku 1937 v USA